# Río Guanache
Der Río Guanache, im Oberlauf Río Buncuyo,  ist ein etwa 250 km langer rechter Nebenfluss des Río Ucayali im Osten von Peru in der Provinz Requena der Region Loreto.

## Flusslauf
Der Río Guanache entspringt in den nordwestlichen Ausläufern der Sierra del Divisor. Das Quellgebiet liegt am Rande des Nationalparks Sierra del Divisor im äußersten Süden des Distrikts Emilio San Martín auf einer Höhe von etwa 190 m. Der Río Guanache fließt anfangs 20 km in Richtung Nordnordwest. Anschließend durchquert er das Amazonastiefland in überwiegend nordnordöstlicher Richtung. Er weist dabei streckenweise ein stark mäandrierendes Verhalten mit zahlreichen engen Flussschlingen auf. Nach etwa 100 Kilometern erreicht er das Sumpfgebietareal östlich des Río Ucayali, das von dessen früheren Altarmen durchzogen ist. Auf den letzten 22 Kilometern durchfließt der Río Guanache einen Altarm des Río Ucayali. Er passiert dabei die Ortschaften Zapatilla und Tamanco, bevor er schließlich in den rechten Flussarm des Río Ucayali mündet.

## Einzugsgebiet
Der Río Guanache entwässert ein Areal von ungefähr 3100 km². Dieses erstreckt sich über den südlichen und mittleren Teil des Distrikts Emilio San Martín und ist mit tropischem Regenwald und Sumpfgebieten bedeckt. Das Einzugsgebiet des Río Guanache grenzt im Osten an das des Río Tapiche, im Westen an das des Río Maquía sowie im Nordwesten an das des oberstrom gelegenen Río Ucayali.